# ジャングル・シャッフル
『ジャングル・シャッフル』（じゃんぐるしゃっふる Jungle Shuffle）は2014年製作のメキシコ、コロンビア、韓国の合作のアニメーション映画。劇場未公開。
日本ではビデオスルーとなった、3DCGの動物系のアニメーション映画である。ジャングルに住むハナグマ族の少年のマヌーが仲間を救うべく冒険に出るというアドベンチャー映画。ロブ・シュナイダー、ジェシカ・ディシコ、マイケル・マコノヒー、クリス・ガードナー、アリシア・シルヴァーストーン、エリック・ロペスが声優で参加している。

## スタッフ
- 監督・脚本：マウリシオ・デ・ラ・オルタ
- 共同監督：パク・テドン
- 製作総指揮：カルロス・アルグエロ
- 音楽：マリオ・サントス

## キャスト
- マヌー：ドレイク・ベル（日本語吹替え:斉藤壮馬）
- サルのチューイ：ロブ・シュナイダー（日本語吹替え:西谷修一）